# Budoi, Bihor
Budoi (în slovacă Bodonoš) este un sat în comuna Popești din județul Bihor, Crișana, România. Aici trăiește o importantă comunitate a slovacilor din România. În localitate funcționează Liceul Teoretic "Josef Kozaček", cu predare în limba slovacă.

## Demografie
La recensământul din 1992 au fost înregistrați 1.127 locuitori, dintre care 821 slovaci, 281 români, 20 maghiari și 5 germani. Sub aspect confesional populația era alcătuită din 844 romano-catolici, 264 ortodocși, 11 penticostali, 3 reformați, 2 baptiști ș.a.
 Acest articol despre o localitate din județul Bihor este deocamdată un ciot. Puteți ajuta Wikipedia prin completarea lui.